# Prisoner (Miley Cyrus)
Prisoner is een nummer van de Amerikaanse zangeres Miley Cyrus, in samenwerking met de Britse zangeres Dua Lipa. Het nummer dat uitgebracht werd op 19 november 2020, geldt als de tweede single van Miley's zevende studioalbum Plastic Hearts.

## Achtergrond
Er waren al lange tijd geruchten dat de twee zangeressen een samenwerking zouden uitbrengen. Dat gaven ze ook al toe in een interview in het begin van 2020.
Ze werden eveneens gespot in New York bij het opnemen van een videoclip. Op 13 november 2020 maakte Miley via de tracklist van haar zevende studioalbum bekend dat er wel degelijk een samenwerking aankomt met Dua Lipa. Een week later kondigde Miley aan dat het nummer de tweede single van haar nieuwste album Plastic Hearts wordt, om het de dag erna uit te brengen.
Verschillende critici zoals de schrijvers van NME waren lovend over het nummer, en vergeleken het nummer, ook met de eerder uitgebrachte singles van Dua's Future Nostalgia.
Het duo kreeg twee nominaties voor de MTV Video Music Awards, in de categorieën Best Editing en Best Collab. 